# Жан-Луї-Ернест Мейссоньє
Жан-Луї-Ерне́ст Мейссоньє́, також Мейсоньє́, Месоньє́ (фр. Jean-Louis-Ernest Meissonier; 21 лютого 1815, Ліон, Франція — 31 січня 1891, Париж, Франція) — французький живописець і скульптор-класик, відомий своїми зображеннями Наполеона, його армій та військової тематики.

## Біографія
Народився в бідній родині в 1815 році в Ліоні, дуже рано виявив любов і рідкісну схильність до творчості. В 19-річному віці подався до Парижу, розвивав свій талант копіюванням картин старовинних живописців в Луврської галереї, переважно голландських майстрів. Хоч короткий час навчався у Леона Коньє, як митець сформувався самостійно, не піддавшись впливу жодного з корифеїв тодішнього французького живопису. Похований в Пуассі (департамент Івлін), де був мером з 1846 року.

## Творчість
Спочатку, щоб заробляти кошти на життя, Месоньє займався малюванням ілюстрацій до різних книг, наприклад до Біблії, «Загальної історії» Боссюе, «Несамовитого Роланда» Аріосто, романів Бернардена де Сен-П'єра, і вже в цих роботах виявив легкість, з якою давалася йому композиція, докладне знайомство з натурою і витончену завершеність виконання.
Взявшись потім за пензлі і фарби, став писати картини в дусі старовинних голландців, здебільшого незначного розміру, що зображують домашні сцени, переважно з фігурами в костюмах минулого сторіччя, що відрізняються чудовою характеристичністю, майстерним малюнком, дивовижною тонкістю і, водночас, соковитістю кисті, але в яких прагнення художника блищати досконалістю техніки переважає над ідеєю і серйозністю змісту. Маленькі картини художника, написані як правило на дерев'яних дошках або мідних пластинах і стилізовані під жанрові сцени XVII—XVIII століть, дуже високо цінувалися цінителями і колекціонерами. З цього приводу Теофіль Готьє писав: «Хоча розмір картин і дуже малий, але місце, займане ним в ряду найвідоміших сучасних жанристів, дуже значне… творами Месоньє дорожать до такої міри, що вони купуються мало не на вагу золота».
Одна з перших картин Месоньє (писаних найчастіше на дереві), «Гра в шахи» (1841), відразу виділила його з-поміж французьких живописців. Продовжуючи в наступних картинах брати сюжети з інтимного побуту старих часів Франції, задовольняючись як і раніше композиціями з однієї або з небагатьох постатей і не пускаючись в передачу сильних душевних порухів, він все вище і вище розвивав свою техніку і завдяки їй набував все більшої і більшої слави. З його творів тільки два можна назвати дійсно драматичними:
- «Браво» (1852),
- «Поєдинок» («La Rixe», 1855, в якому, до того ж, фігури крупніші ніж зазвичай).

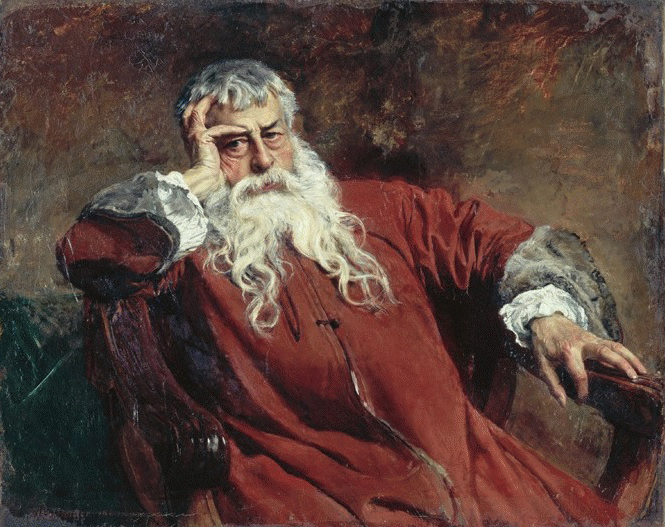
Автопортрет, 1889

У 1860-х рр. художник розширив коло своїх завдань зображенням окремих форм і сцен часів революції, а також батальними сюжетами, але залишився при своїх колишніх якостях і недоліках, як то доводять, наприклад:
- «Сцена на барикадах»
- «Наполеон III при Сольферіно» (1863)
- дуже виразний «Наполеон в поході 1814 року»
- «Генерал Дезе в Рейнської армії»
- «Моро і начальник його штабу при Гогенліндені».

Є. В. Тарле в своїй популярній монографії «Наполеон» писав про відображення подій 1813—1814 років після поразки імператора в «Битві народів» в образотворчому мистецтві: «У французькому живописі неодноразово цей саме момент і події початку 1814 року служили темами для художників, причому в центрі їх уваги був Наполеон. Геніальна кисть Мейссоньє вловила настрій імператора. Він їде на бойовому коні між своїми гренадерами і похмуро до чогось придивляється, чого не бачать очі гренадер».
Ілюстрував «Людську комедію» Бальзака.

### Офорти
Крім картин Мейссоньє неодноразово виставляв в паризьких салонах портрети, в яких однак його талант відбивається не особливо яскраво. Займаючись також гравіюванням, він створив кілька офортів власної композиції, чудових за майстерністю малюнка і делікатністю виконання.
Офорти з його картин відомі також у виконанні гравера Жюля Жакмара.

## Організаторська діяльність

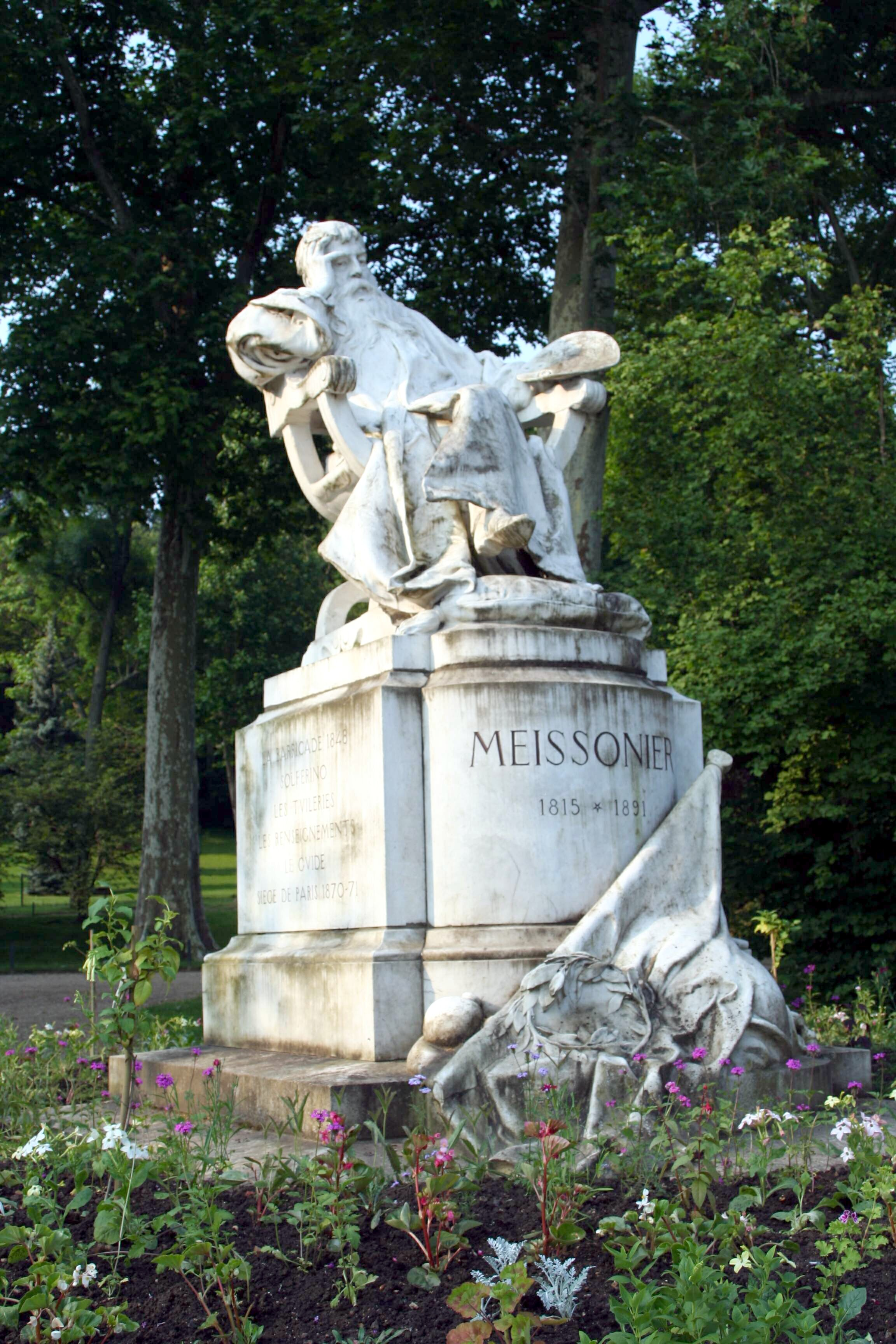
Пам'ятник Мейссоньє в Пуассі в парку його імені, роботи скульптора Антонена Мерсьє

У 1890 зробив оновлення Національного товариства образотворчих мистецтв, став його президентом. Після його смерті на цю посаду був обраний Пюві де Шаванн, віце-президентом — Роден.

## Визнання і спадщина
Користувався загальною пошаною, був обсипаний всілякими відзнаками і з 1861 року був членом Французького інституту; помер в Парижі в 1891 році. Ніколи твори художників не досягали при їх житті таких величезних цін, за які продавалися картини Мейссоньє, який отримав, наприклад, за «Кавалерійську атаку» і за «Наполеона I в 1814 р.» по 300 000 франків, а за «Наполеона III при Сольферіно» 200 000 франків (згодом ця картина була перепродана її першим власником за 850 000 франків).
У 1889 році Вінсент Ван Гог писав своєму брату Тео про творчість французького художника: «… для кожного, хто може протягом року споглядати твір Мейссоньє, для нього і на наступний рік знайдеться що в ній подивитися, чи не зважаючи навіть на те, що Мейссоньє був людиною, який створював у свої найщасливіші дні досконалі роботи. Я відмінно знаю, що у Дом'є, Мілле, Делакруа інший малюнок, але в кисті Мейссоньє є щось зовсім французьке, чого ніколи не могли б домогтися голландці; крім того, він сучасний».
Серед його учнів були, зокрема, Франсуа-Луї Франсе і Жан-Батист Едуард Детайль.

## Галерея

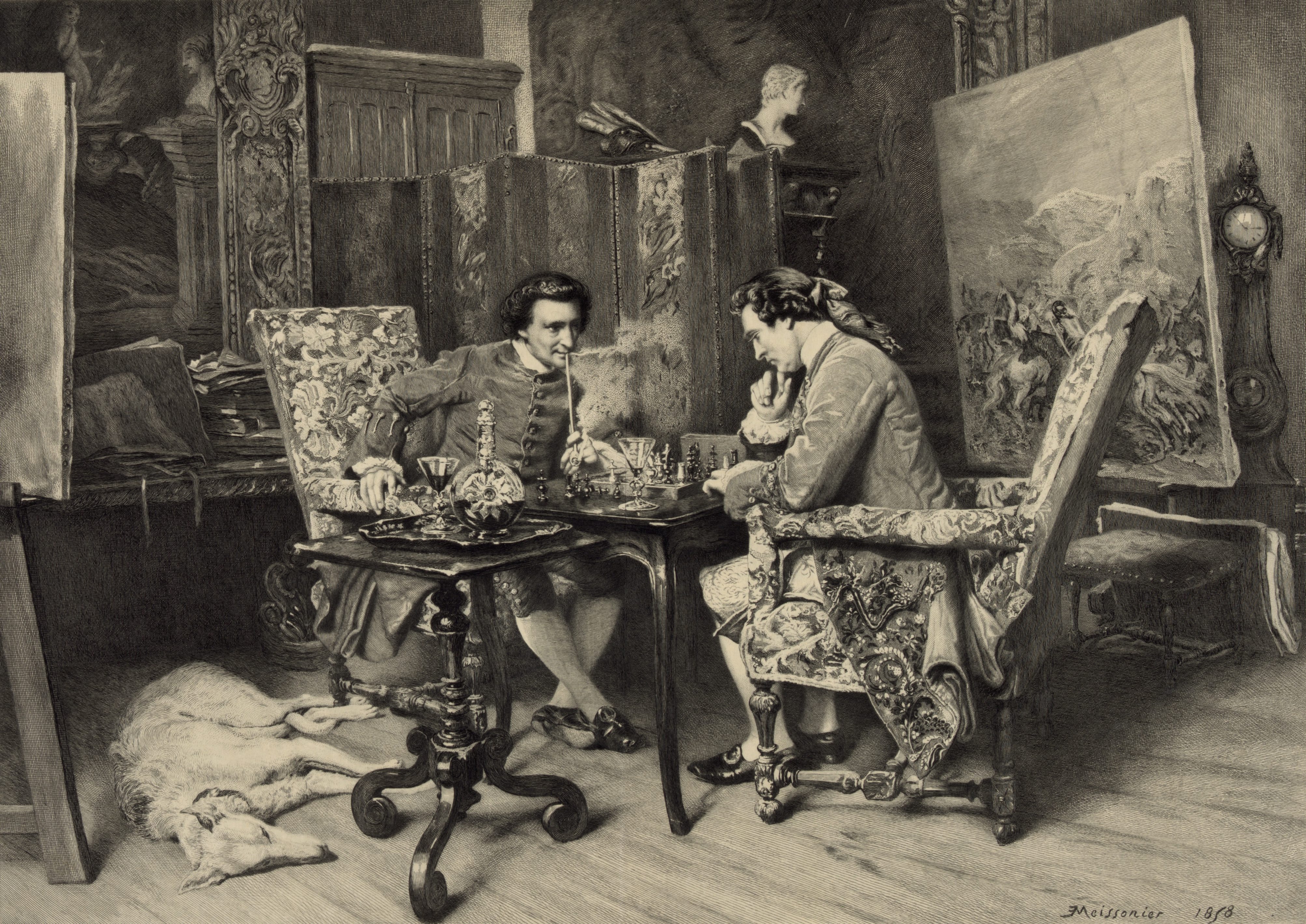
Гра в шахи. Гравюра Жюля Жаке з картини Месоньє
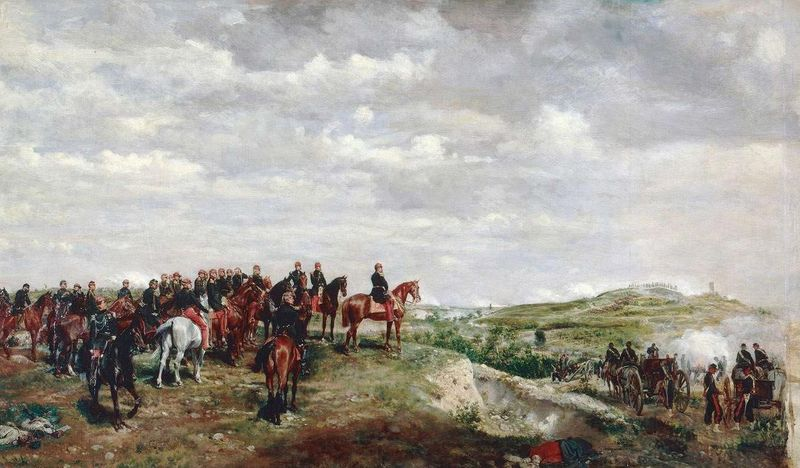
Наполеон III при Сольферіно. 1863
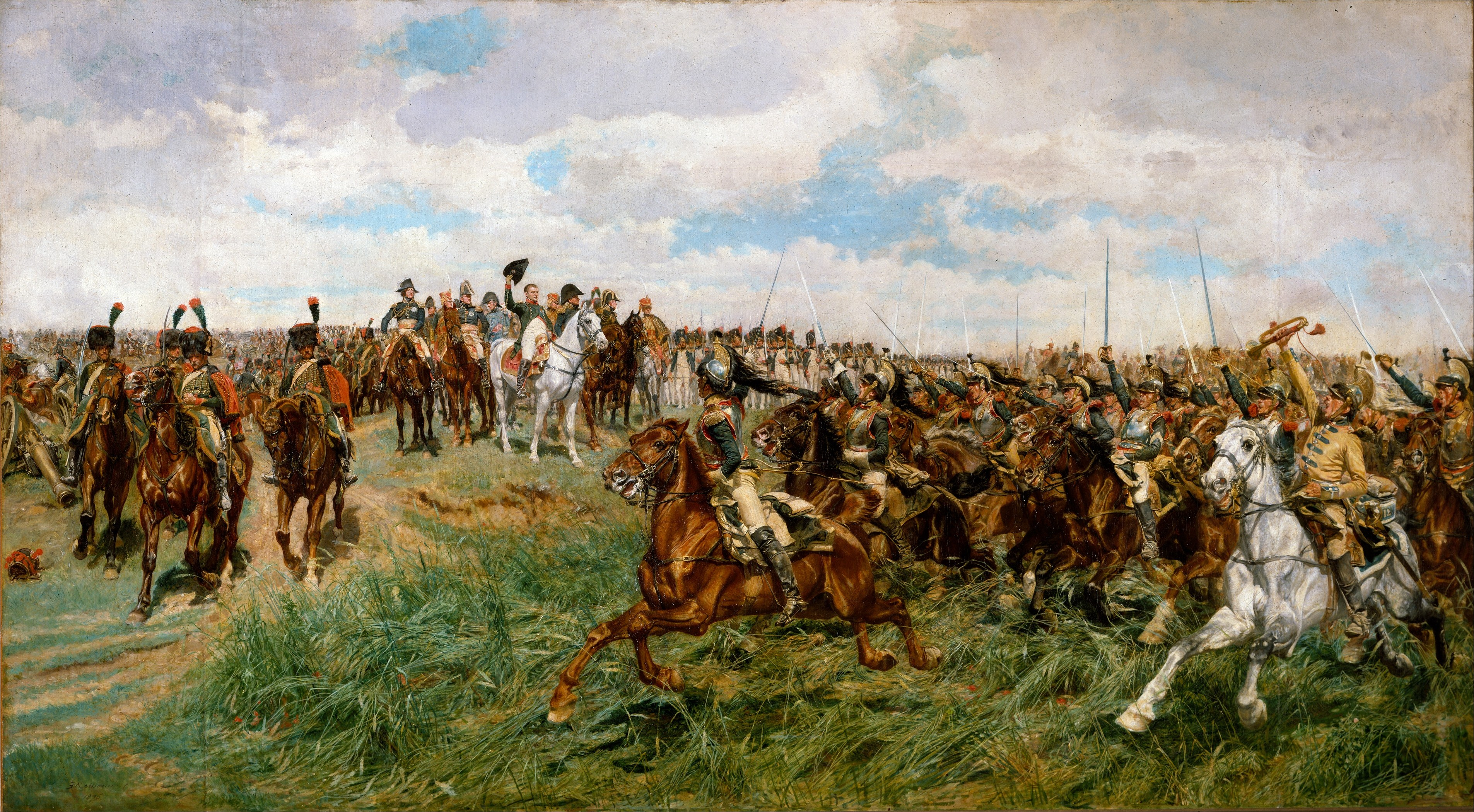
1807, Битва при Фридланді.
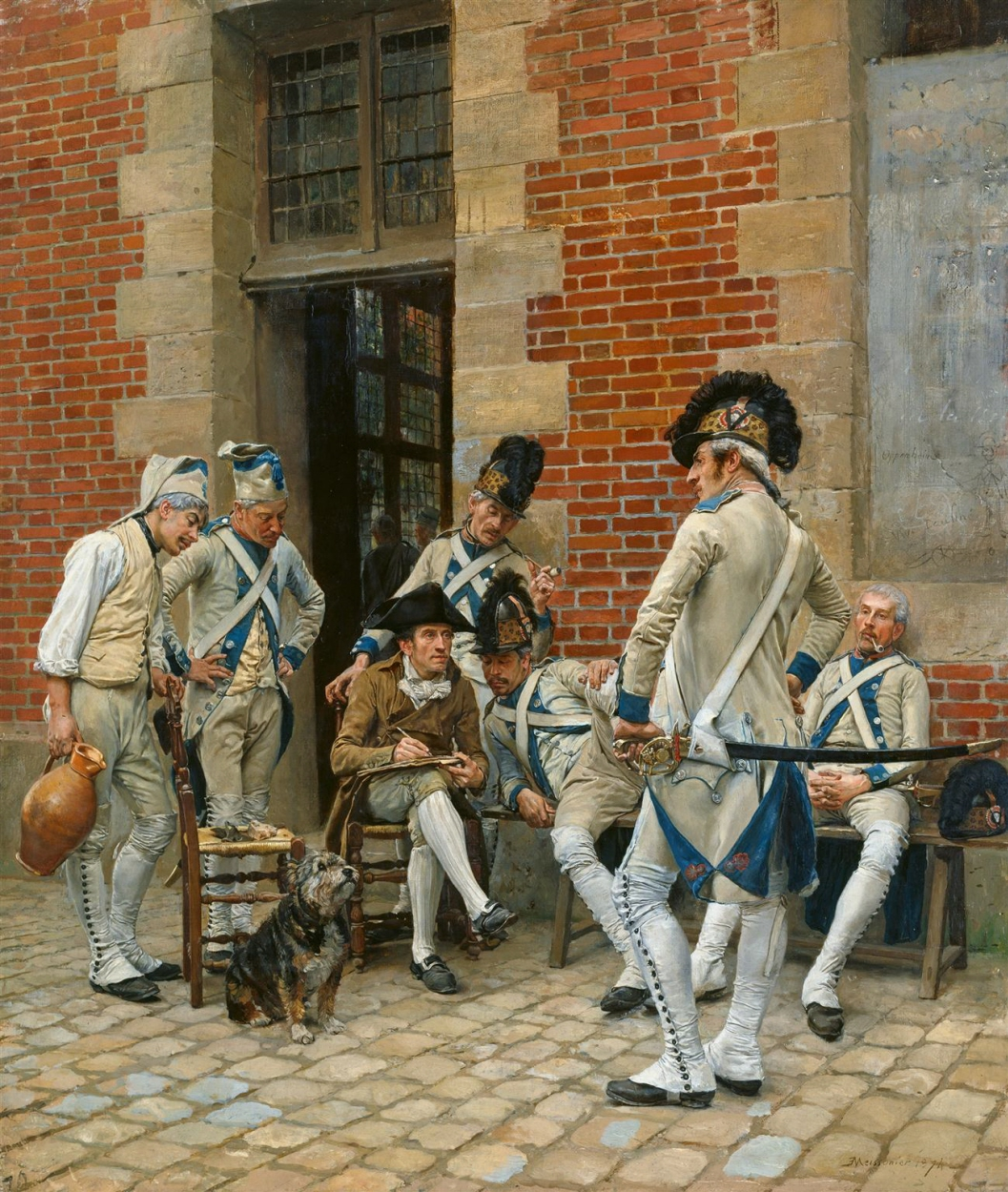
«Портрет сержанта»
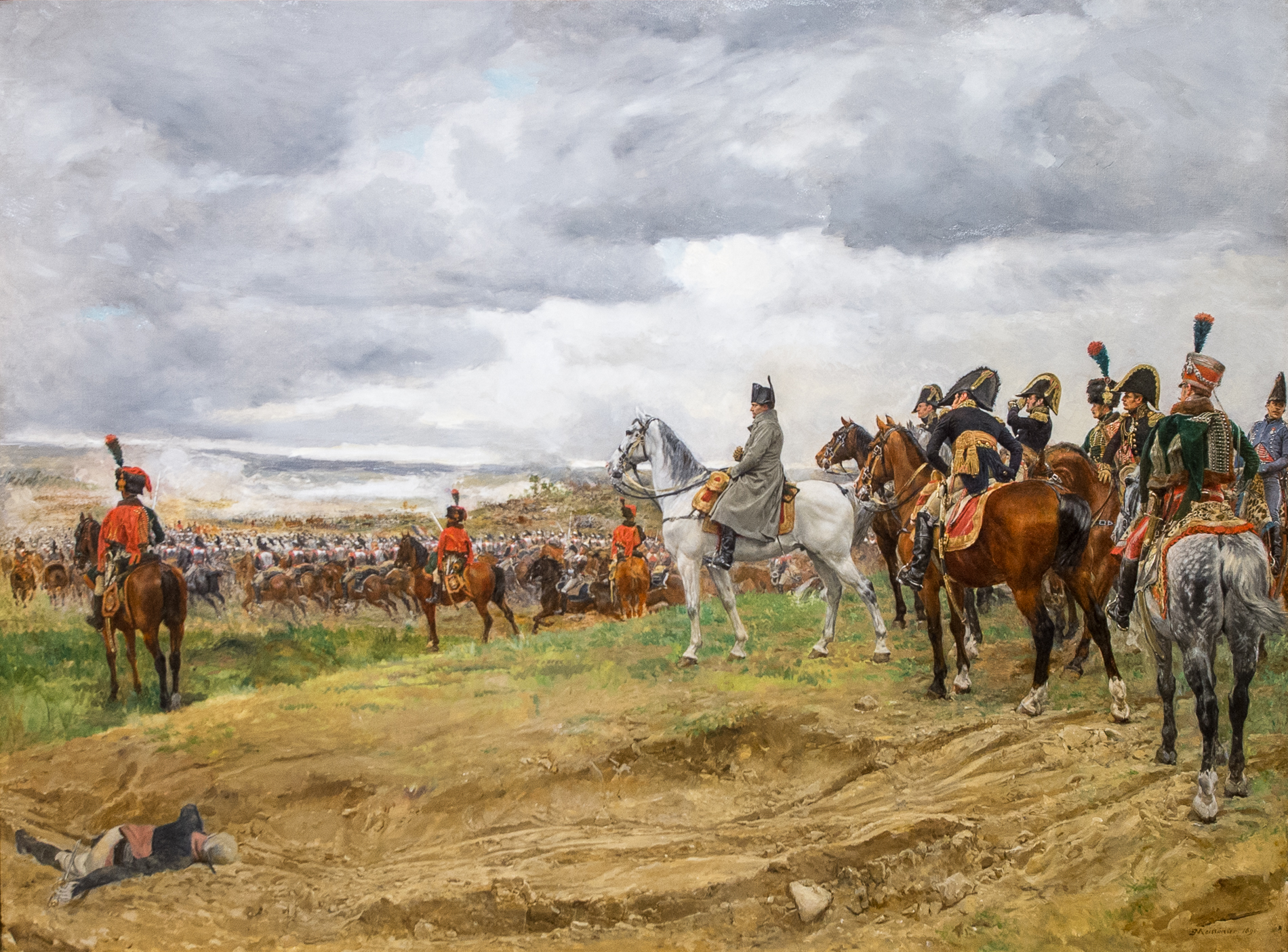
Битва при Єні, 1806 рік
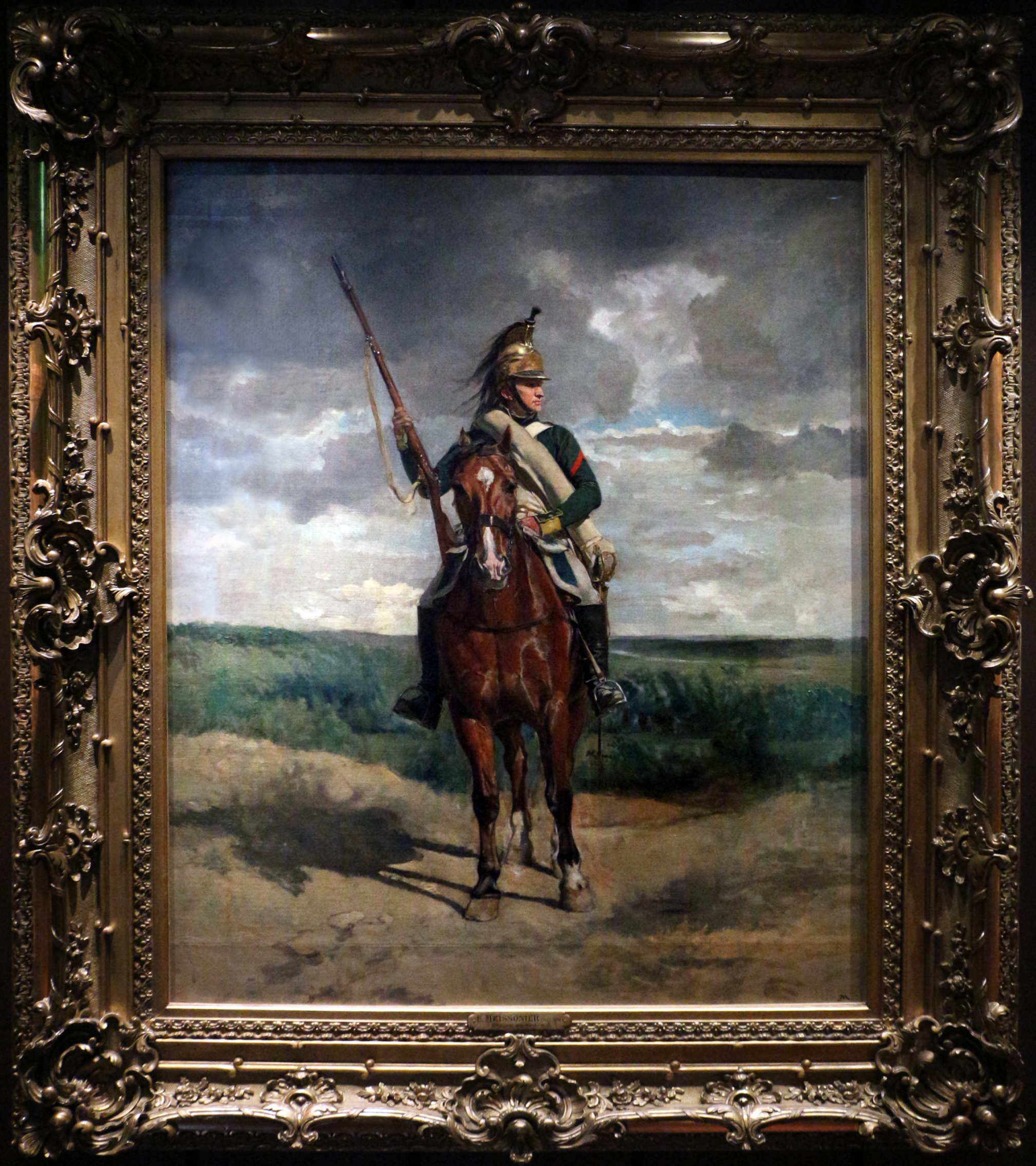
французький драгун
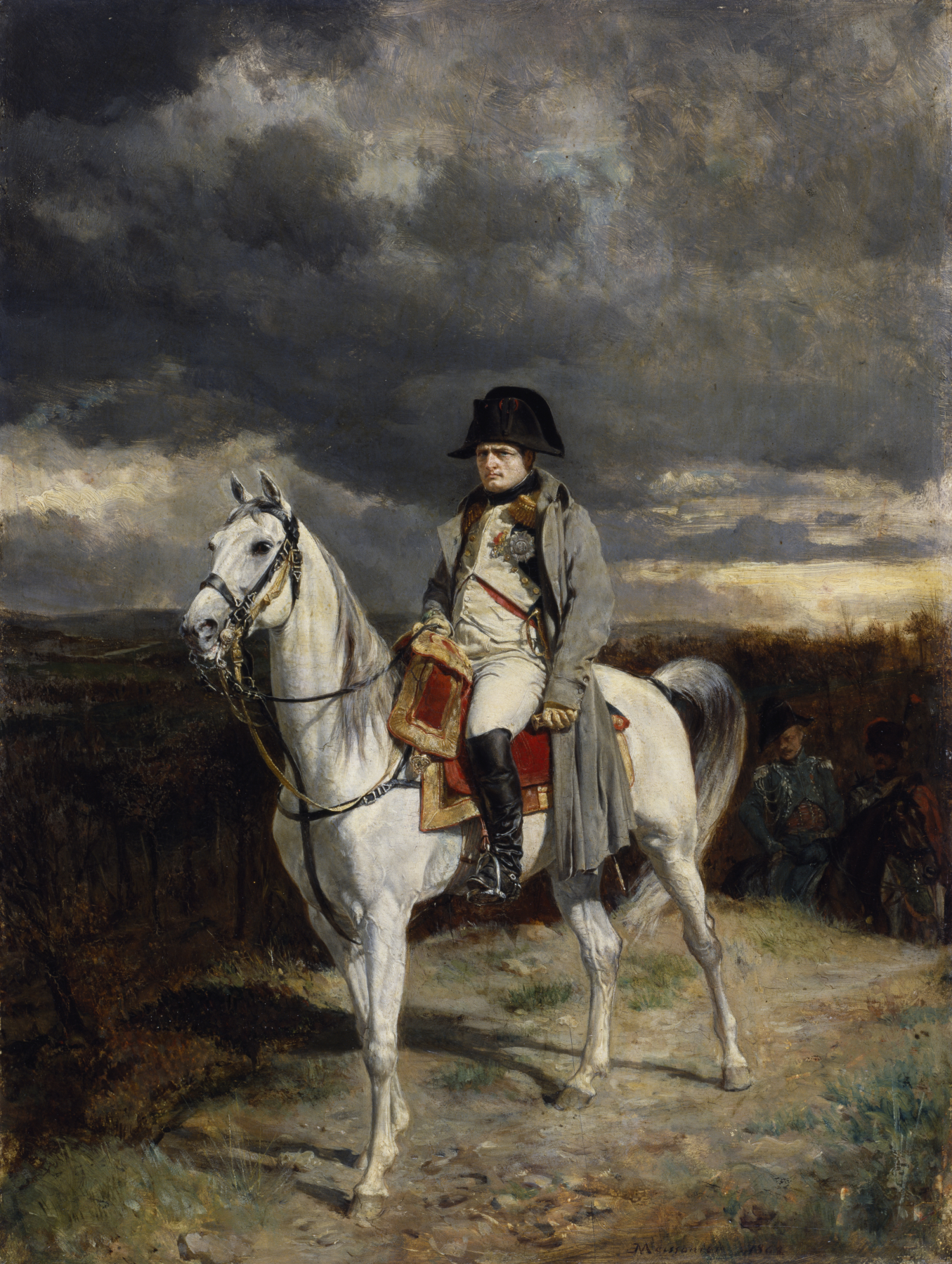
Наполеон в 1814 році
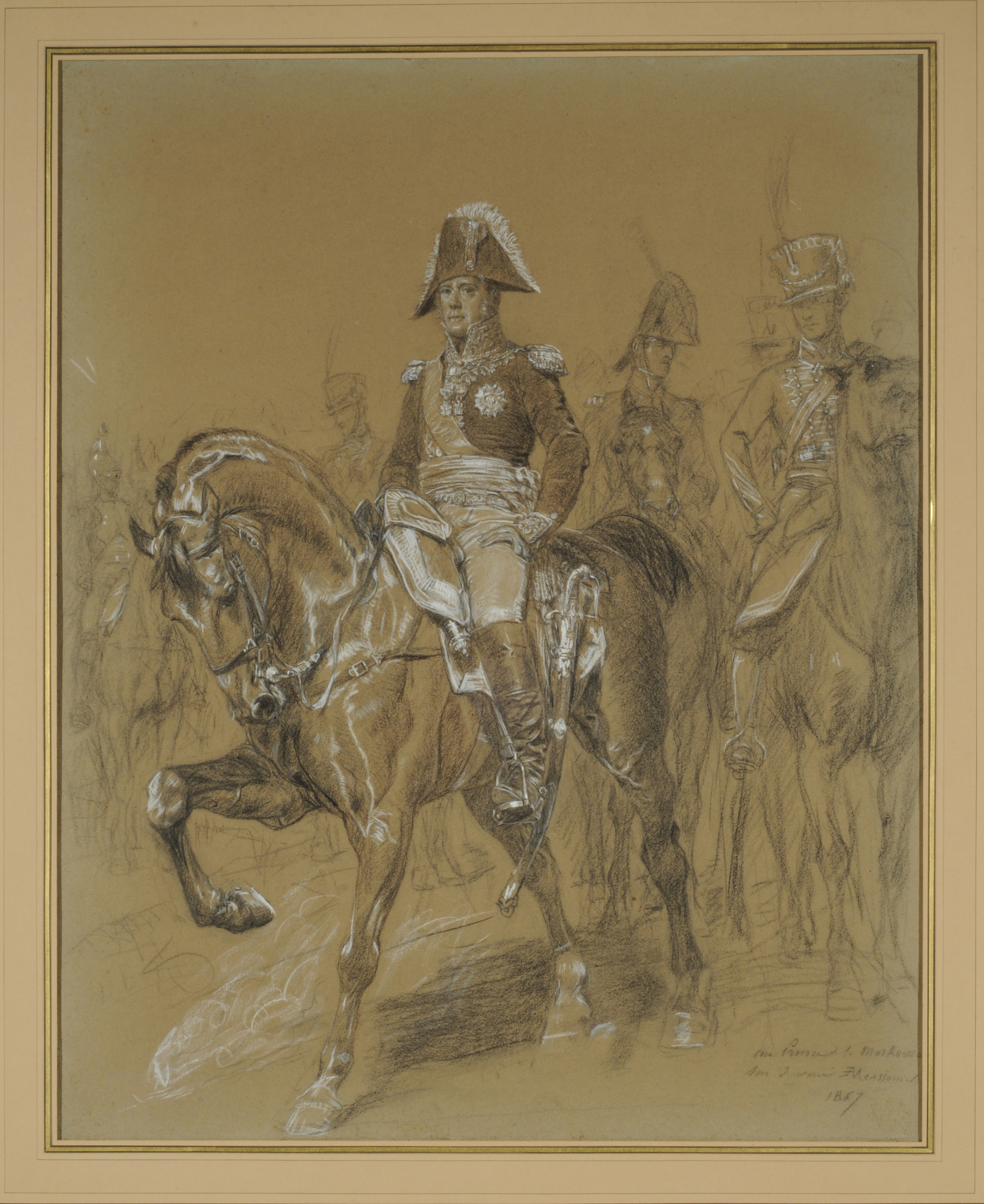
маршал Ней
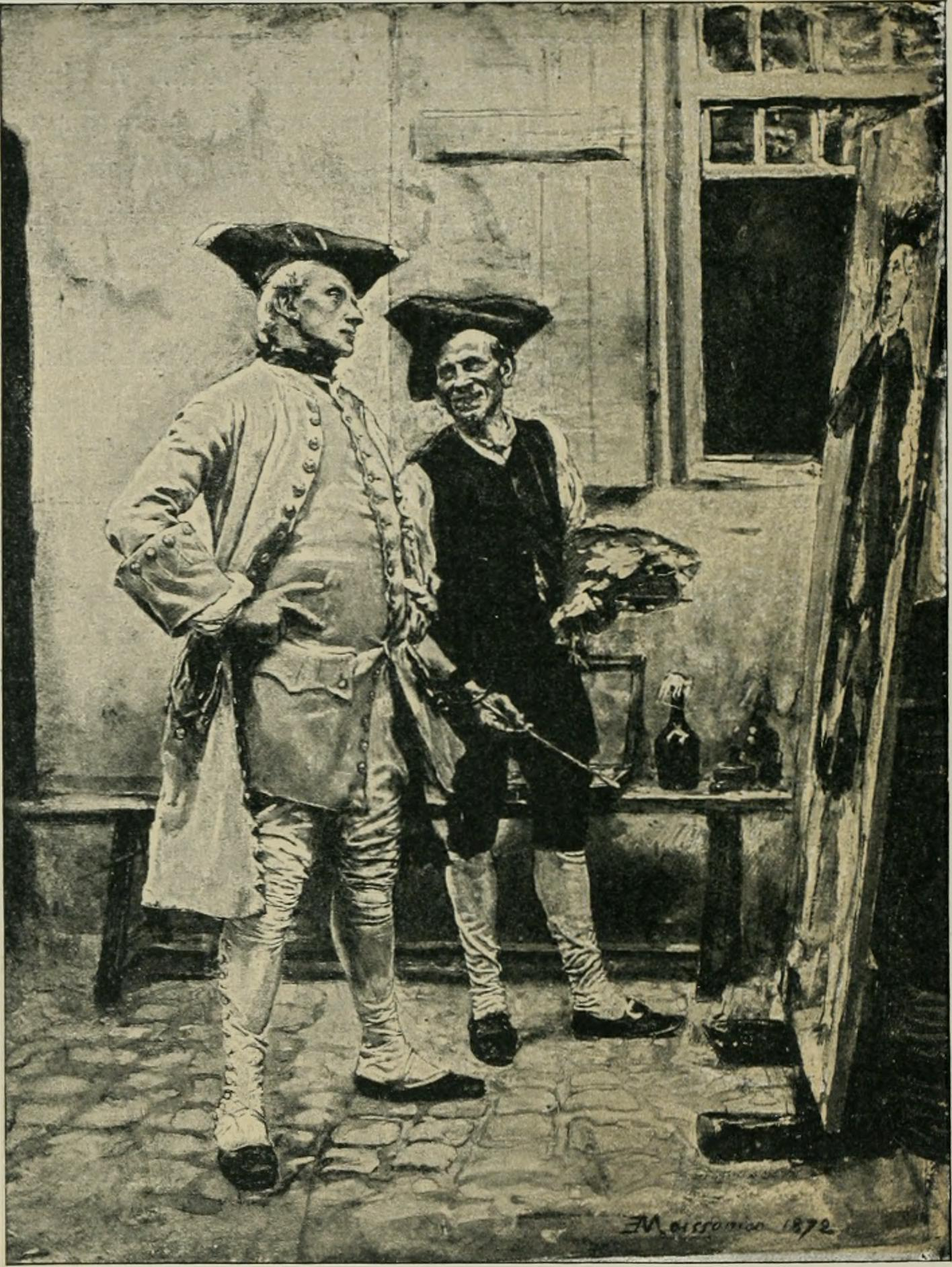
Жанрова сцена з 18 сторіччя
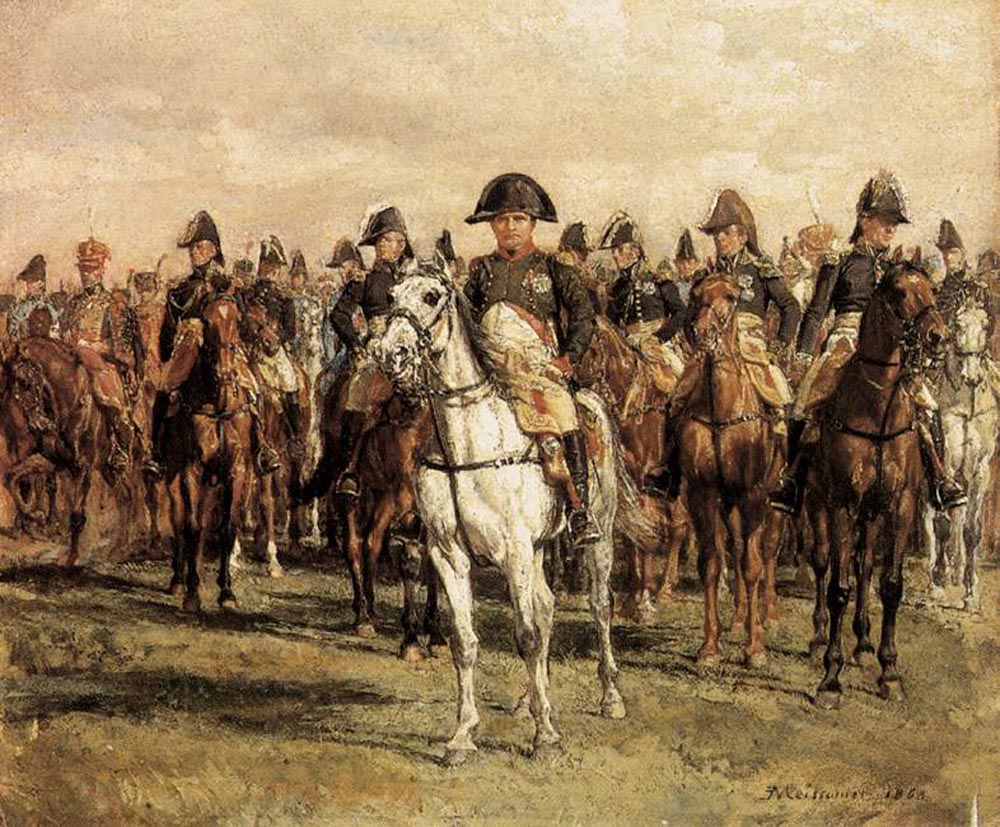
Наполеон зі штабом
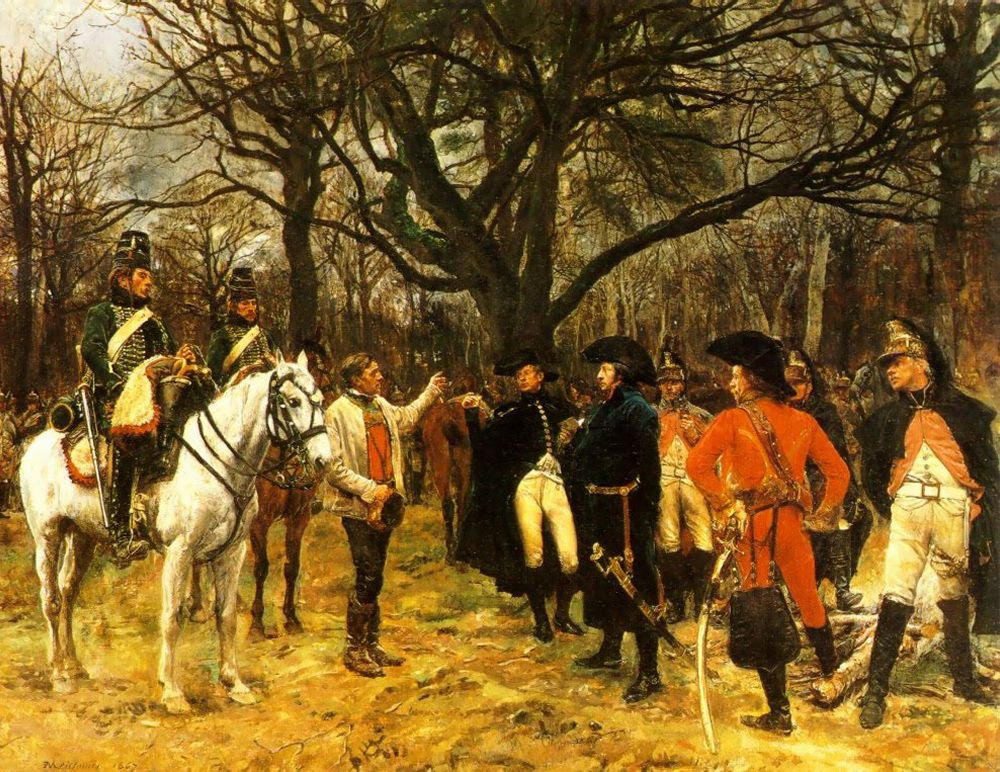
Генерал Дезе допитує селянина
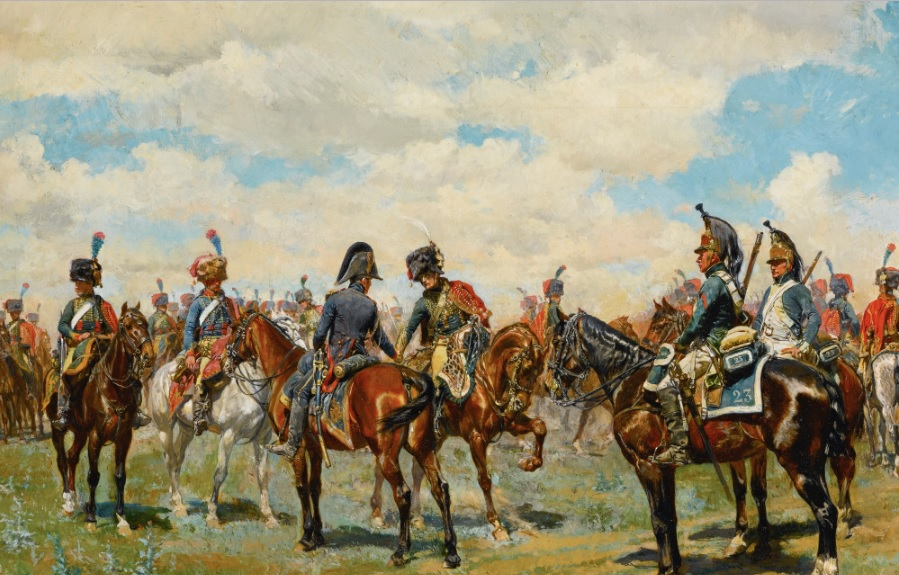
Двоє друзів. Епоха Наполеонівських воєн
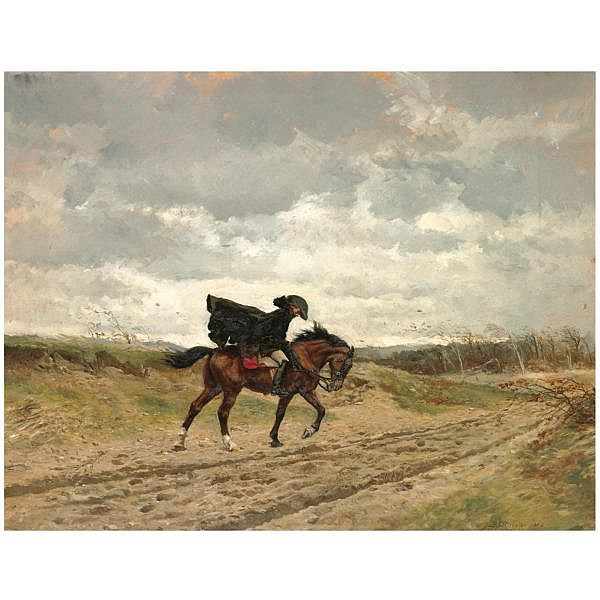
мандрівник
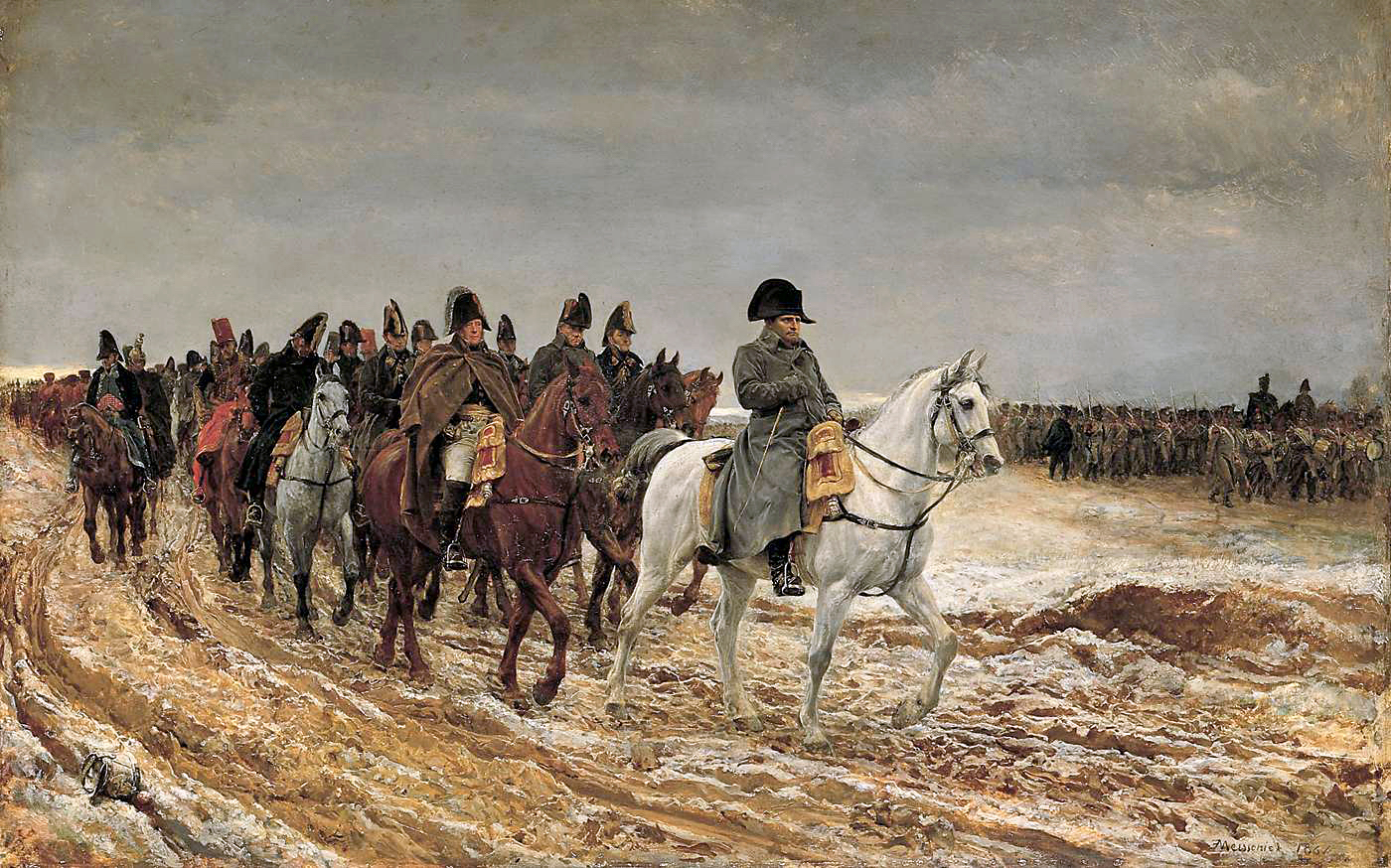
Кампанія у Франції 1814 року
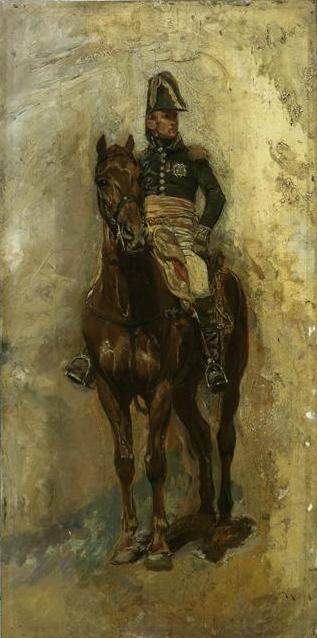
Маршал Ланн на коні
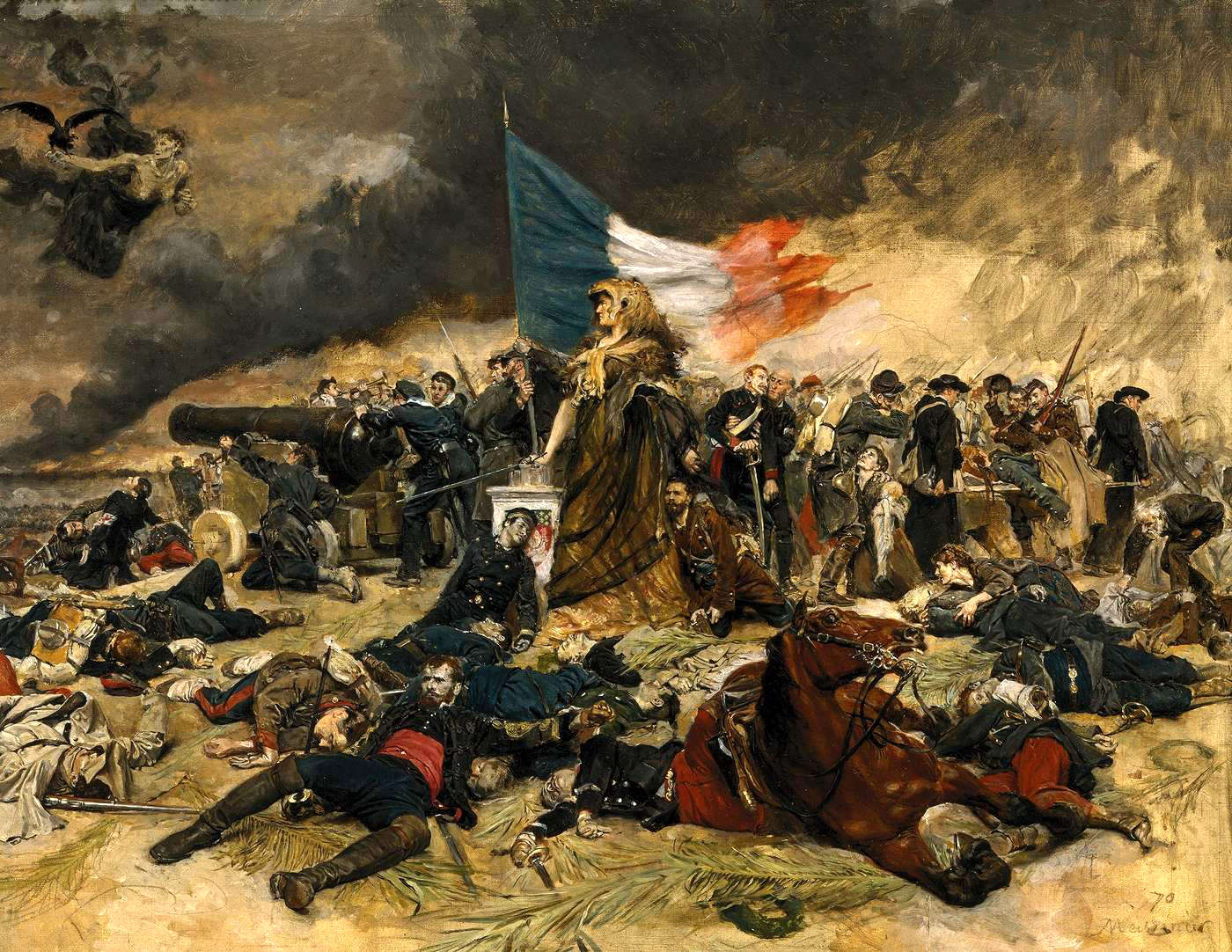
Оборона Парижа, 1870 рік. алегорія

## Деякі інші праці
- «Гра в пікет»,
- «Три друга»,
- «Гра в кеглі» (1843, повторення 1865),
- «Курець»,
- «Недільний день» (1850),
- «Лютніст» (1851),
- «Очікування»,
- «Любитель картин»,
- «Бретер» (1857);
- «Коваль» (1861),
- «Вершник перед шинком» (1862) і деякі ін.